# Meggyeskovácsi
Meggyeskovácsi je vas na Madžarskem, ki upravno spada pod podregijo Sárvári Železne županije.